# 新府駅

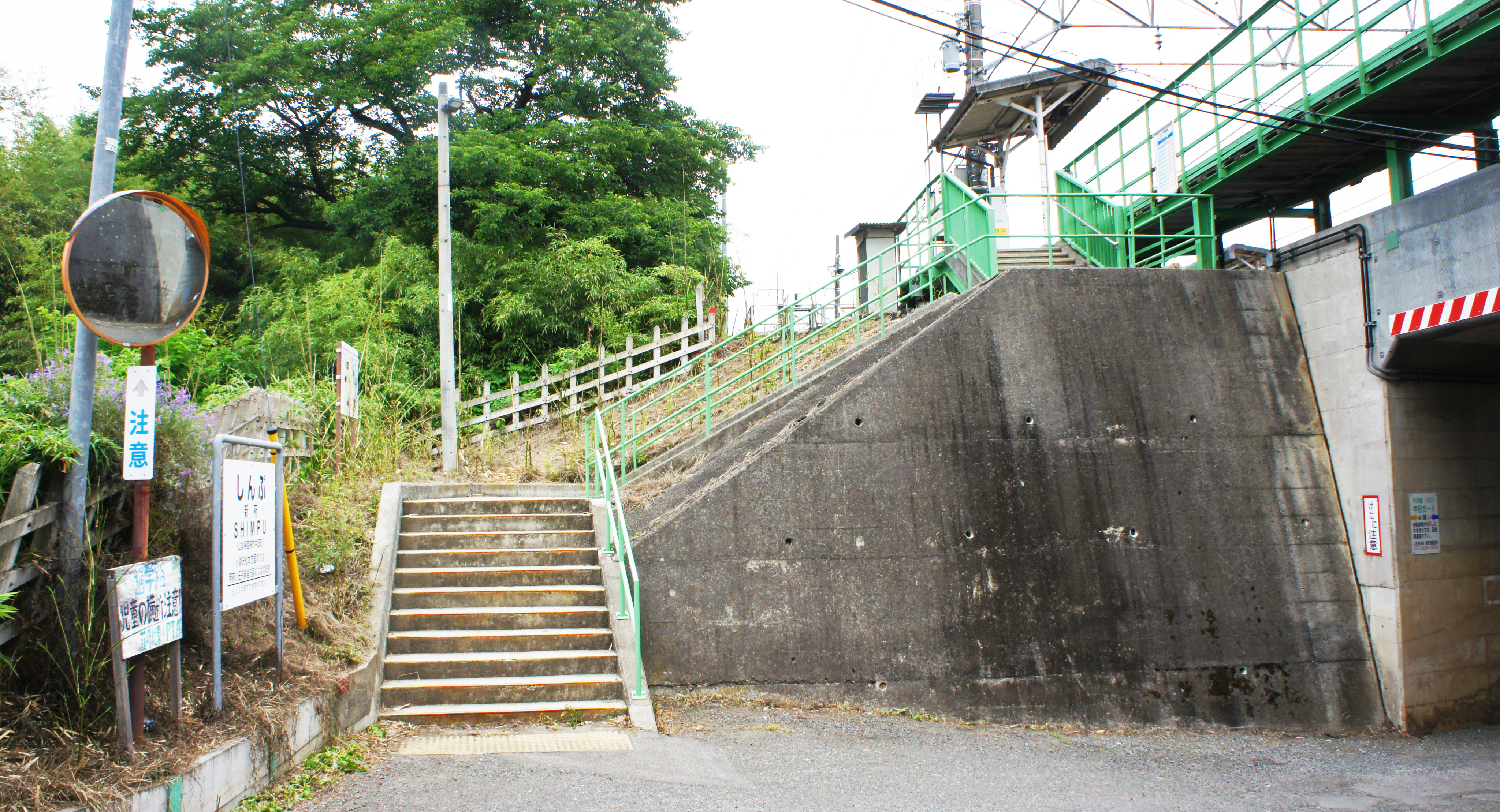
下り線出入口（2021年6月）

新府駅（しんぷえき）は、山梨県韮崎市中田町中條にある、東日本旅客鉄道（JR東日本）中央本線の駅である。駅番号はCO 47。

## 歴史

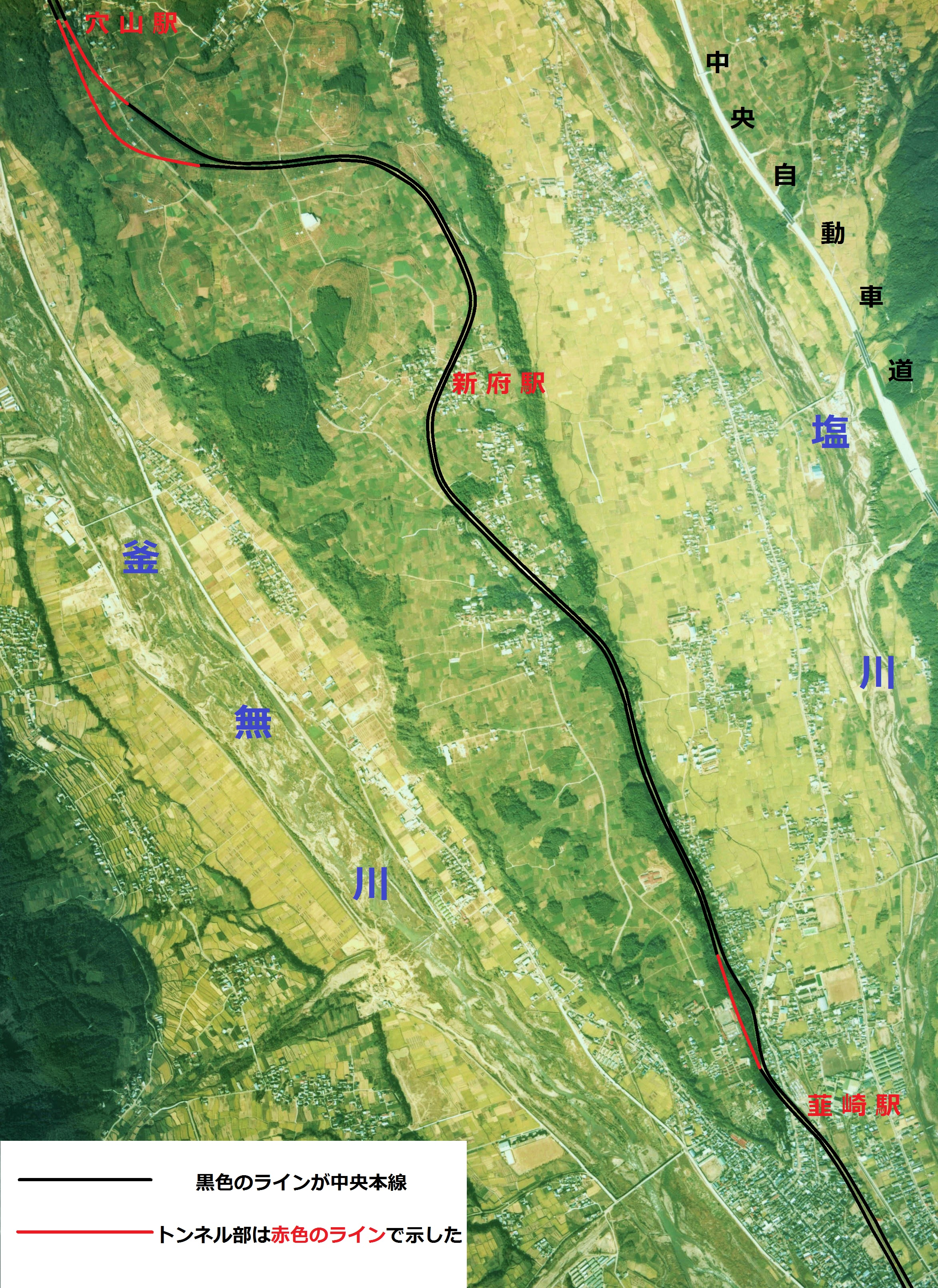
新府駅周辺の空中写真（1976年撮影）。

第二次大戦末期、本土決戦に備えて松代に大本営をはじめとする国中枢機関の移転がはかられ、新府駅（当時は信号場）はその計画に従い、中央線の輸送力強化の目的で設置された。信号場であったころから客扱いを行なっていた。

### 年表
- 1945年（昭和20年）6月10日：運輸通信省の新府信号場として設置[3]。
- 1949年（昭和24年）6月1日：日本国有鉄道に移管[6]。
- 1970年（昭和45年）9月22日：複線化に伴い、加速線（スイッチバック）を廃止。
- 1972年（昭和47年）9月10日：駅に昇格し、新府駅が開業[3][7]。旅客営業のみ[3]の無人駅[8]。
- 1987年（昭和62年）4月1日：国鉄分割民営化により、東日本旅客鉄道（JR東日本）の駅となる[3][9]。
- 2014年（平成26年）4月1日：東京近郊区間に編入される[10]。
- 2017年（平成29年）4月1日：ICカード「Suica」の利用が可能となる[11]。

### 加速線の延長
加速線はホームの延長方向に直線状に敷設されていたが、有効長延伸のために本線に沿ってカーブする線形に改められた。下り本線に沿って現存する築堤は延長後のものである。1962年（昭和37年）5月14日国土地理院撮影の航空写真には工事中と思われる加速線が写っている。

## 駅構造
25‰の勾配上に相対式ホーム2面2線を有する地上駅である。ホームは嵩上げされていない。かつて信号場であったころには函館本線仁山駅に残っているような加速線（下り列車専用）があった。ホームは盛土の上に設けられていて、ホームから階段で外部へ出る。2つのホームは直接は連絡されておらず一方から他方へ移動する際には階段で外部に出て線路の下を通る公道を経由し、また階段を上らねばならない。
韮崎駅管理の無人駅であり、このような構造であるため駅舎はない。待合所も設けられておらずホーム上には短い上屋とベンチのみが設けられている。各ホームの階段を上った場所にはそれぞれ1台ずつ簡易Suica改札機と乗車駅証明書発行機が設置されている。

### のりば
| ホーム | 路線     | 方向 | 行先                   |
| ------ | -------- | ---- | ---------------------- |
| 西側   | 中央本線 | 下り | 小淵沢・松本方面       |
| 東側   | 中央本線 | 上り | 甲府・八王子・新宿方面 |

※案内上の番線番号は設定されていない。

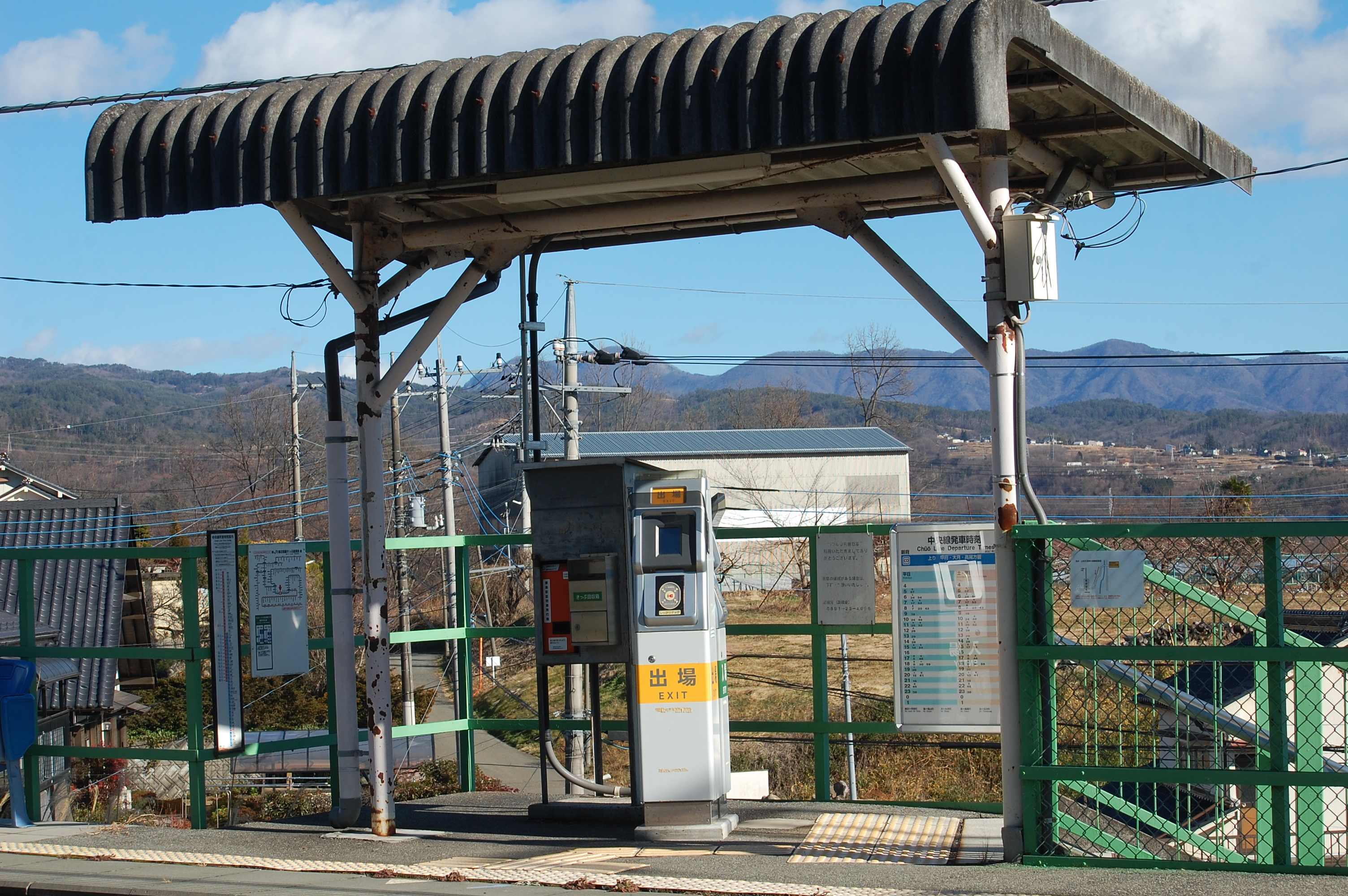
上り線改札口（2021年12月）
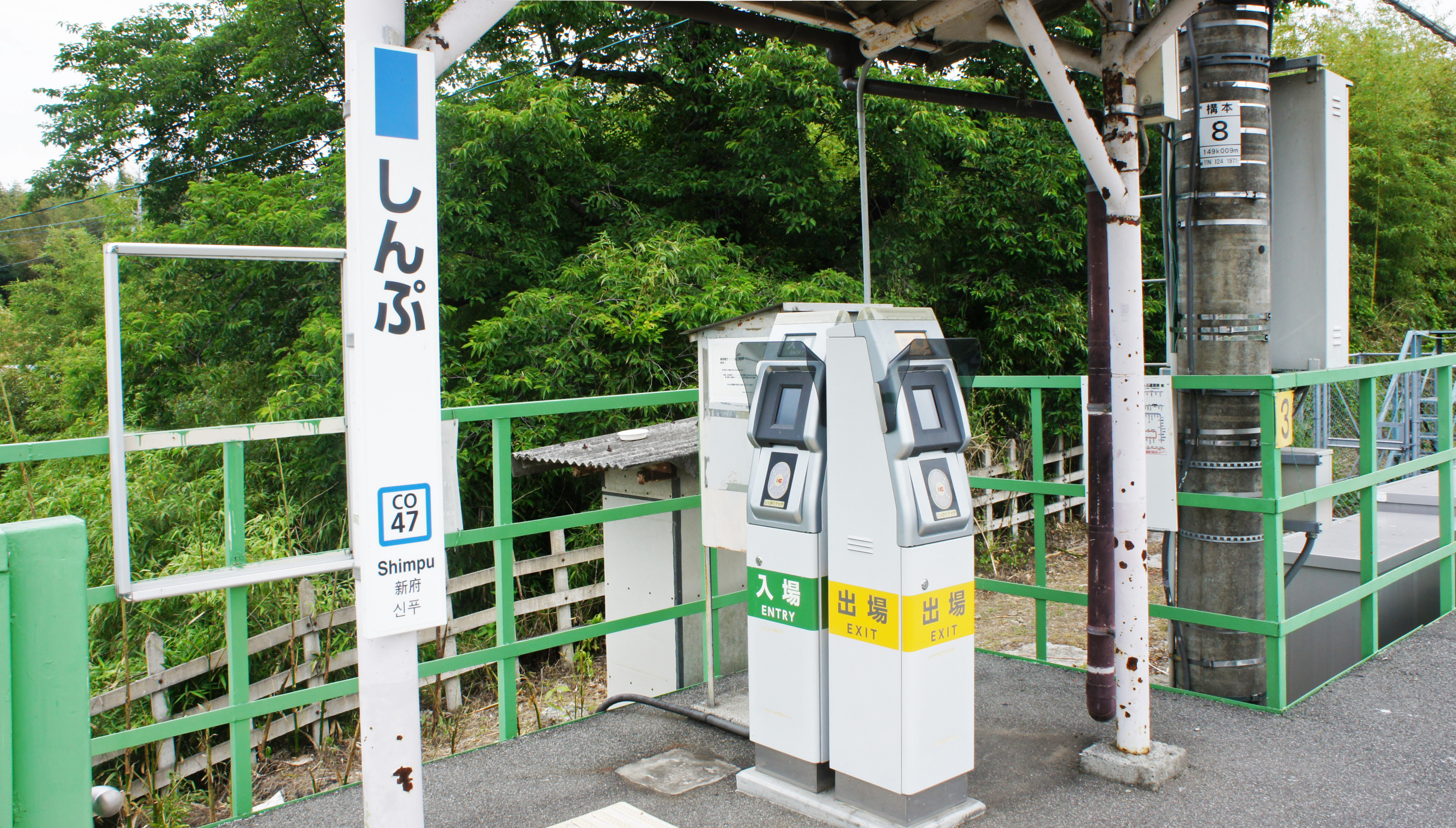
下り線改札口（2021年6月）
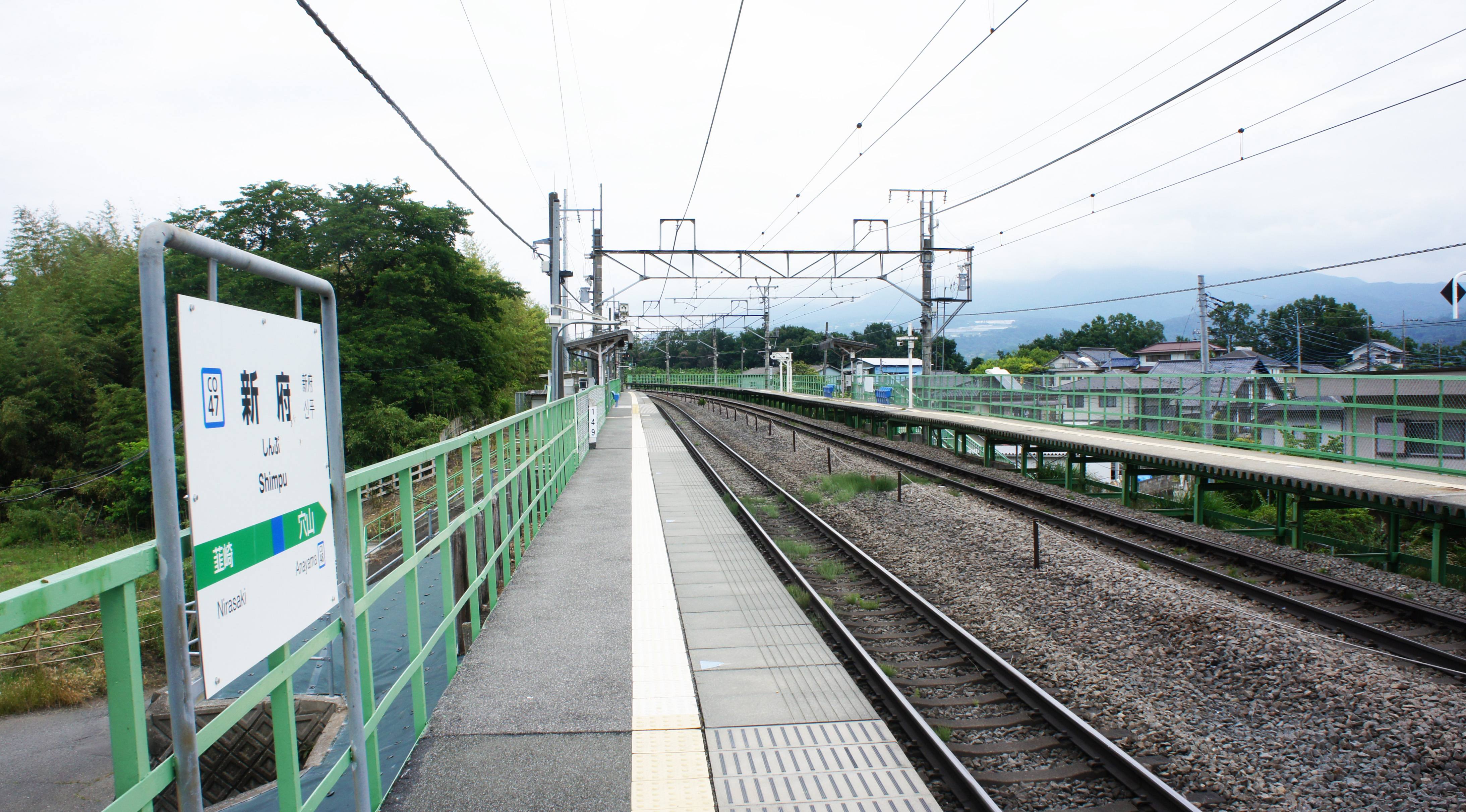
ホーム（2021年6月）

## 利用状況
「山梨県統計年鑑」によると、2000年度（平成12年度）- 2010年度（平成22年度）の1日平均乗車人員の推移は以下のとおりであった。
| 乗車人員推移       | 乗車人員推移     | 乗車人員推移 |
| 年度               | 1日平均 乗車人員 | 出典         |
| ------------------ | ---------------- | ------------ |
| 2000年（平成12年） | 68               | [ 県 1 ]     |
| 2001年（平成13年） | 71               | [ 県 2 ]     |
| 2002年（平成14年） | 64               | [ 県 3 ]     |
| 2003年（平成15年） | 66               | [ 県 4 ]     |
| 2004年（平成16年） | 65               | [ 県 5 ]     |
| 2005年（平成17年） | 65               | [ 県 6 ]     |
| 2006年（平成18年） | 58               | [ 県 7 ]     |
| 2007年（平成19年） | 56               | [ 県 8 ]     |
| 2008年（平成20年） | 57               | [ 県 9 ]     |
| 2009年（平成21年） | 61               | [ 県 10 ]    |
| 2010年（平成22年） | 68               | [ 県 11 ]    |

## 駅周辺

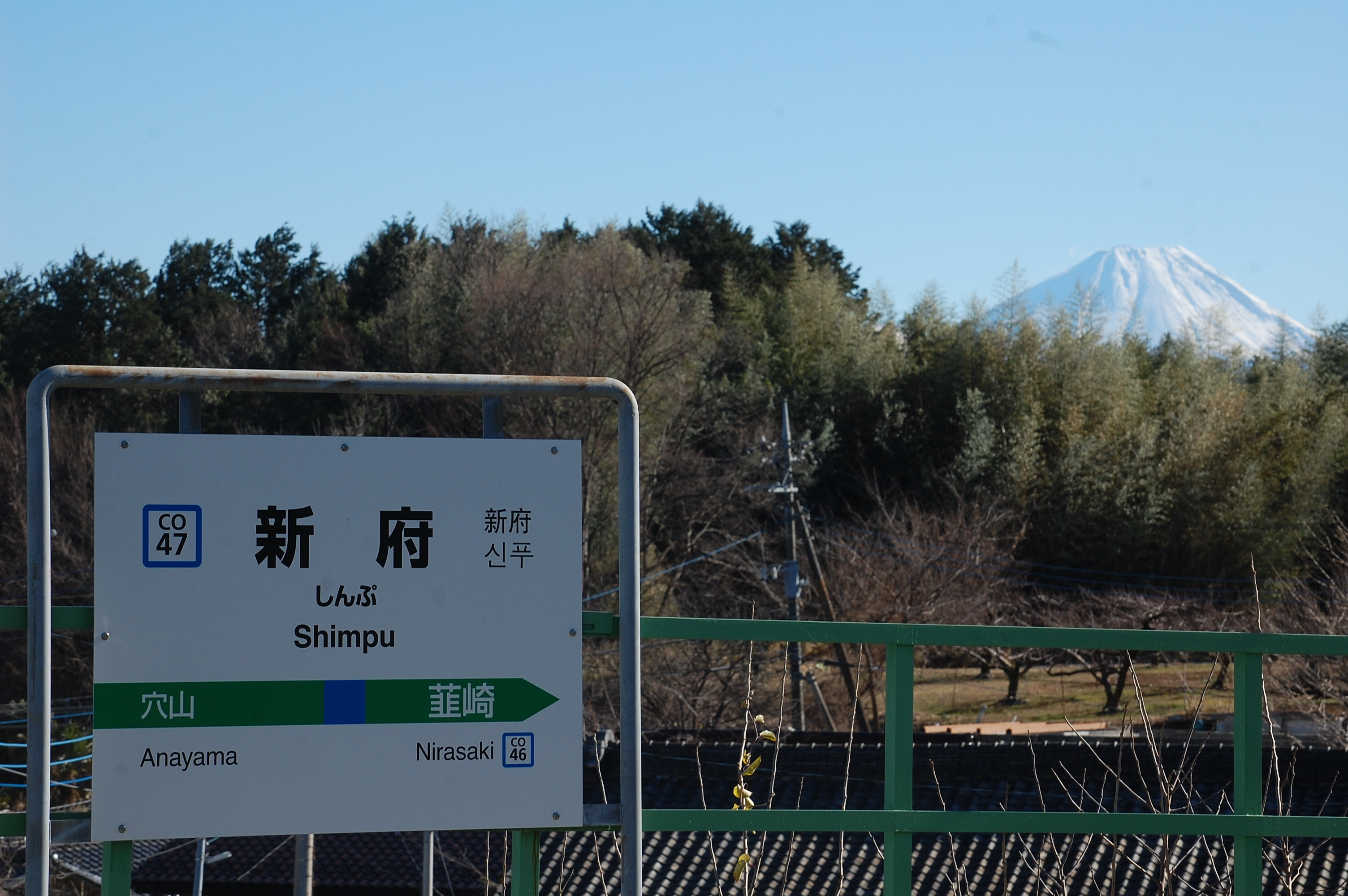
ホームから望む富士山 右端に上部だけが見える

駅下の道路を西側に進むと県道17号がある。さらにその西側には国道20号が通っており、両道路の間には新府城跡がある。駅の東側には黒沢川、西側には釜無川と二つの川に挟まれるような凸状の場所に位置している。
晴れた日にはホームから林越しに富士山が望める。

## 隣の駅
東日本旅客鉄道（JR東日本）
 中央本線
韮崎駅 (CO 46) - 新府駅 (CO 47) - 穴山駅 (CO 48)

### 記事本文
1. 1 2  『中央本線 初狩～小淵沢駅間へ「駅ナンバリング」を拡大しました』（PDF）（プレスリリース）東日本旅客鉄道八王子支社、2020年3月23日。オリジナルの2020年3月23日時点におけるアーカイブ。2020年3月23日閲覧。
2. 1 2 3 4  『週刊 JR全駅・全車両基地』 36号 松本駅・穂高駅・姨捨駅ほか70駅、朝日新聞出版〈週刊朝日百科〉、2013年4月21日、19頁。
3. 1 2 3 4 5  石野哲 編『停車場変遷大事典 国鉄・JR編 II』（初版）JTB、1998年10月1日、182頁。ISBN 978-4-533-02980-6。
4. ↑  山梨県戦争遺跡ネットワーク『山梨の戦争遺跡』山梨日日新聞社、2000年、22頁。
5. ↑  山本山光 (1973-09-20). “我が中央線今昔譚”. 中央線 (中央線社) 10. "工事半にして私は「この土地は全部私が国に提供したのだ。どうでも私を汽車に乗せろー」と頑張った。当時甲府工業教員をしていたが強引な便乗通勤を始めた。それまでは韮崎駅まで一時間、帰りは日暮れた毎日であった。その中通勤者が二人三人と私の真似をし始めた。「いいから乗れ乗れ！」と大胆にも皆を乗らせるうちに「木橋ホームを作ろう」となって古枕木を並べて橋を架けぞろぞろ乗り込んだが工事に協力している地元民の強引な乗降を黙認せざるを得なかった。其後運動の結果管理部にも黙認させ乗降信号所となった。"
6. ↑  歴史でめぐる鉄道全路線 国鉄・JR 5号、25頁
7. ↑  「日本国有鉄道公示第207号」『官報』1972年9月4日。
8. ↑  「通報 ●中央本線新府駅の駅員無配置について（旅客局）」『鉄道公報』日本国有鉄道総裁室文書課、1972年9月4日、2面。
9. ↑  歴史でめぐる鉄道全路線 国鉄・JR 5号、27頁
10. ↑  『Suicaの一部サービスをご利用いただける駅が増えます』（PDF）（プレスリリース）東日本旅客鉄道、2013年11月29日。オリジナルの2019年2月14日時点におけるアーカイブ。2020年3月24日閲覧。
11. ↑  『Suicaをご利用いただける駅が増えます』（PDF）（プレスリリース）東日本旅客鉄道、2016年12月2日。オリジナルの2019年3月27日時点におけるアーカイブ。2020年3月24日閲覧。
12. ↑  MCB 6210X C6-6　国土地理院 1962年5月14日撮影　https://mapps.gsi.go.jp/maplibSearch.do?centerLat=35.736759121651026&centerLon=138.43288421630862&zoomLevel=12&did=pale#1
13. 1 2  “JR東日本：駅構内図・バリアフリー情報（新府駅）”.   東日本旅客鉄道. 2025年6月7日閲覧。

### 利用状況
1. ↑  「運輸・通信」『平成14年刊行山梨県統計年鑑』（xls）（レポート）山梨県、2002年。2025年5月29日閲覧。
2. ↑  「運輸・通信」『平成15年刊行山梨県統計年鑑（運輸・通信）』（xls）（レポート）山梨県、2003年。2025年5月29日閲覧。
3. ↑  「運輸・通信」『平成16年刊行山梨県統計年鑑（運輸・通信）』（xls）（レポート）山梨県、2004年。2025年5月29日閲覧。
4. ↑  「運輸・通信」『平成17年刊行山梨県統計年鑑（運輸・通信）』（xls）（レポート）山梨県、2005年。2025年5月29日閲覧。
5. ↑  「運輸・通信」『平成18年刊行山梨県統計年鑑（運輸・通信）』（xls）（レポート）山梨県、2006年。2025年5月29日閲覧。
6. ↑  「運輸・通信」『平成19年刊行山梨県統計年鑑（運輸・通信）』（xls）（レポート）山梨県、2007年。2025年5月29日閲覧。
7. ↑  「運輸・通信」『平成20年刊行山梨県統計年鑑（運輸・通信）』（xls）（レポート）山梨県、2008年。2025年5月29日閲覧。
8. ↑  「運輸・通信」『平成21年刊行山梨県統計年鑑（運輸・通信）』（xls）（レポート）山梨県、2009年。2025年5月29日閲覧。
9. ↑  「運輸・通信」『平成22年刊行山梨県統計年鑑（運輸・通信）』（xls）（レポート）山梨県、2010年。2025年5月29日閲覧。
10. ↑  「運輸・通信」『平成23年刊行山梨県統計年鑑（運輸・通信）』（xls）（レポート）山梨県、2011年。2025年5月29日閲覧。
11. ↑  『平成24年刊行山梨県統計年鑑』（PDF）（レポート）山梨県、2012年11月、150-153頁。2025年5月29日閲覧。